# کادزند
کادزند (به هلندی: Cadzand) یک منطقهٔ مسکونی در هلند است که در اسلایس واقع شده‌است. کادزند ۷۹۰ نفر جمعیت دارد.